# بهنام برزای
بهنام برزای (زادهٔ ۲۲ بهمن ۱۳۷۱) بازیکن فوتبال اهل ایران است که در پست هافبک هجومی  برای باشگاه فوتبال شمس‌آذر در لیگ برتر خلیج فارس  بازی می‌کند.

## دوران باشگاهی
بهنام برزای سابقه انجام بازی برای باشگاه‌های فوتبال صنعت نفت آبادان، راه‌آهن و استقلال تهران را دارد.
او فوتبال حرفه‌ای خود را از صنعت نفت آبادان شروع کرد و پس از ۳ سال به تیم راه‌آهن تهران پیوست. او با درخشش در راه‌آهن مورد توجه باشگاه استقلال قرار گرفت و پس از ۲ سال از راه‌آهن جدا شد و به استقلال رفت. ضمن اینکه او در مدت حضورش در استقلال از باشگاه ختافه پیشنهاد داشت که با مخالفت پرویز مظلومی مواجه شد و در استقلال ماند.

### استقلال
بهنام برزای در بهمن ۱۳۹۳ با قراردادی دو و نیم ساله به تیم فوتبال استقلال پیوست؛ وی پس اتمام قرارداد باشگاه را ترک کرد.
او پس از جدایی از استقلال دوباره با نظر شفر به این تیم بازگشت. برزای ضمن حضور دوباره در تمرین استقلال پس از بازگشت خود با سایر هم‌تیمی‌هایش نیز دیدار کرد. او اولین گل خود را پس از بازگشت به استقلال در مقابل پارس جم زد.
او در جام حذفی ۹۷–۹۶ با استقلال قهرمان شد

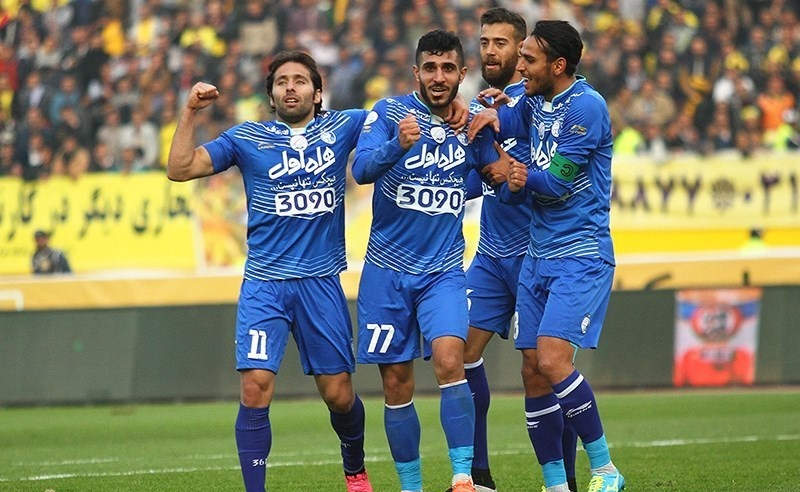
شادی گل بهنام برزای در مسابقه استقلال و سپاهان

### صنعت نفت آبادان
برزای بعد از گذشت پنج سال در تاریخ ششم تیرماه ۱۳۹۷ به تیم سابق خود صنعت نفت آبادان بازگشت.

### شمس آذر قزوین
برزای در مردادماه ۱۴۰۴ با قراردادی ۱ ساله به تیم فوتبال شمس آذر پیوست.

## آمار باشگاهی
تا ۲۰ مه ۲۰۲۱
| عملکرد         | عملکرد         | عملکرد         | لیگ      | لیگ      | جام      | جام      | قاره‌ای | قاره‌ای | مجموع | مجموع |
| فصل            | باشگاه         | لیگ            | بازی     | گل       | بازی     | گل       | بازی   | گل     | بازی  | گل    |
| ایران          | ایران          | ایران          | لیگ برتر | لیگ برتر | جام حذفی | جام حذفی | آسیا   | آسیا   | مجموع | مجموع |
| -------------- | -------------- | -------------- | -------- | -------- | -------- | -------- | ------ | ------ | ----- | ----- |
| ۲۰۱۰–۲۰۱۱      | صنعت نفت       | لیگ برتر       | ۱        | ۰        | ۰        | ۰        | _      | _      | ۱     | ۰     |
| ۲۰۱۱–۲۰۱۲      | صنعت نفت       | لیگ برتر       | ۱        | ۰        | ۰        | ۰        | _      | _      | ۱     | ۰     |
| ۲۰۱۲–۲۰۱۳      | صنعت نفت       | لیگ برتر       | ۱۹       | ۲        | ۲        | ۳        | _      | _      | ۲۱    | ۵     |
| مجموع صنعت نفت | مجموع صنعت نفت | مجموع صنعت نفت | ۲۱       | ۲        | ۲        | ۳        | _      | _      | ۲۳    | ۵     |
| ۲۰۱۳–۲۰۱۴      | راه‌آهن         | لیگ برتر       | ۱۸       | ۲        | ۱        | ۰        | _      | _      | ۱۹    | ۲     |
| ۲۰۱۴–۲۰۱۵      | راه‌آهن         | لیگ برتر       | ۶        | ۰        | ۱        | ۰        | _      | _      | ۷     | ۰     |
| مجموع راه‌آهن   | مجموع راه‌آهن   | مجموع راه‌آهن   | ۲۴       | ۲        | ۲        | ۰        | _      | _      | ۲۶    | ۲     |
| ۲۰۱۴–۲۰۱۵      | استقلال        | لیگ برتر       | ۸        | ۰        | ۰        | ۰        | ۰      | ۰      | ۸     | ۰     |
| ۲۰۱۵–۲۰۱۶      | استقلال        | لیگ برتر       | ۱۸       | ۲        | ۲        | ۰        | ۰      | ۰      | ۲۰    | ۲     |
| ۲۰۱۶–۲۰۱۷      | استقلال        | لیگ برتر       | ۱۸       | ۴        | ۳        | ۱        | ۶      | ۰      | ۲۷    | ۵     |
| ۲۰۱۷–۲۰۱۸      | استقلال        | لیگ برتر       | ۵        | ۱        | ۲        | ۰        | ۲      | ۰      | ۹     | ۱     |
| مجموع استقلال  | مجموع استقلال  | مجموع استقلال  | ۴۹       | ۷        | ۷        | ۱        | ۸      | ۰      | ۶۴    | ۸     |
| ۲۰۱۸           | صنعت نفت       | لیگ برتر       | ۸        | ۰        | ۲        | ۰        | _      | _      | ۱۰    | ۰     |
| مجموع صنعت نفت | مجموع صنعت نفت | مجموع صنعت نفت | ۸        | ۰        | ۲        | ۰        | _      | _      | ۱۰    | ۰     |
| ۲۰۱۹           | شهر خودرو      | لیگ برتر       | ۱۴       | ۱        | ۲        | ۰        | ۰      | ۰      | ۱۶    | ۱     |
| مجموع شهرخودرو | مجموع شهرخودرو | مجموع شهرخودرو | ۱۴       | ۱        | ۲        | ۰        | ۰      | ۰      | ۱۶    | ۱     |
| ۲۰۱۹–۲۰۲۰      | گل گهر         | لیگ برتر       | ۱۶       | ۱        | ۲        | ۰        | _      | _      | ۱۸    | ۱     |
| ۲۰۲۰–۲۰۲۱      | گل‌گهر          | لیگ برتر       | ۲۱       | ۰        | ۲        | ۰        | _      | _      | ۲۳    | ۰     |
| مجموع گل گهر   | مجموع گل گهر   | مجموع گل گهر   | ۳۷       | ۱        | ۴        | ۰        | _      | _      | ۴۱    | ۱     |
| مجموع آمار     | مجموع آمار     | مجموع آمار     | ۱۵۳      | ۱۳       | ۱۹       | ۴        | ۸      | ۰      | ۱۸۰   | ۱۷    |

## افتخارات

### باشگاهی

#### استقلال
- لیگ برتر خلیج فارس
  - نایب‌قهرمان (۱): ۱۳۹۶–۱۳۹۵
- جام حذفی ایران
  - قهرمان (۱): ۱۳۹۷–۱۳۹۶
  - نایب‌قهرمان (۱): ۹۵–۱۳۹۴

### ملی

#### جوانان ایران
- قهرمانی زیر ۱۹ سال آسیا
  - قهرمان (۱): ۲۰۱۲